# Nicola de Simone
Nicola de Simone (Mesoraca, 6 maggio 1820 – Bova, 8 luglio 1895) è stato un vescovo cattolico e teologo italiano.

## Biografia
Nicola de Simone nacque a Mesoraca, in arcidiocesi di Santa Severina, il 6 maggio 1820. Entrato giovanissimo in seminario, venne ordinato presbitero il 1º giugno 1844 all'età di 24 anni.
Il 23 luglio 1851 fu preposto come canonico della cattedrale di Santa Severina e penitenziere della città dall'allora arcivescovo Annibale-Raffaele Montalcini. Insegnò anche in seminario, in particolare le materie di umanità, matematica, filosofia e teologia dogmatica e morale.
Il 20 marzo 1877 fu nominato vescovo di Bova da papa Pio IX; ricevette l'ordinazione episcopale il successivo 22 aprile nella basilica di Santa Maria sopra Minerva a Roma dal cardinale Filippo Maria Guidi e dai co-consacranti Egidio Mauri, vescovo di Rieti, e Tommaso Michele Salzano, arcivescovo titolare di Edessa di Osroene.
Alcuni mesi dopo aver preso possesso della diocesi, in occasione della visita ad limina apostolorum, presentò una relazione completa su diverse problematiche che da tempo affliggevano la diocesi di Bova, tra cui le condizioni di povertà in cui versavano diversi fedeli e la necessità di reperire dei fondi per la ristrutturazione del seminario, della cattedrale e di alcune scuole.
Resse la diocesi bovense fino alla sua morte, avvenuta l'8 luglio 1895 all'età di 75 anni.

## Genealogia episcopale
La genealogia episcopale è:
- Cardinale Scipione Rebiba
- Cardinale Giulio Antonio Santori
- Cardinale Girolamo Bernerio, O.P.
- Arcivescovo Galeazzo Sanvitale
- Cardinale Ludovico Ludovisi
- Cardinale Luigi Caetani
- Cardinale Ulderico Carpegna
- Cardinale Paluzzo Paluzzi Altieri degli Albertoni
- Papa Benedetto XIII
- Papa Benedetto XIV
- Cardinale Enrico Enriquez
- Arcivescovo Manuel Quintano Bonifaz
- Cardinale Buenaventura Córdoba Espinosa de la Cerda
- Cardinale Giuseppe Maria Doria Pamphilj
- Papa Pio VIII
- Papa Pio IX
- Cardinale Filippo Maria Guidi, O.P.
- Vescovo Nicola de Simone